# 旧卡伦
旧卡伦是德国梅克伦堡-前波莫瑞州的一个市镇。总面积45.55平方公里，总人口837人，其中男性447人，女性390人（2011年12月31日），人口密度18人/平方公里。